# Синхэ
Синхэ́ (кит. упр. 兴和, пиньинь Xīnghé) — уезд городского округа Уланчаб автономного района Внутренняя Монголия (КНР). Название уезда происходит от названия административной единицы, существовавшей в этих местах во времена монгольской империи Юань.

## История
В 1903 году в этих местах был образован Синхэский комиссариат (兴和厅). После Синьхайской революции комиссариат в 1912 году был преобразован в уезд.

## Административное деление
Уезд Синхэ делится на 5 посёлков и 4 волости.